# BN-800

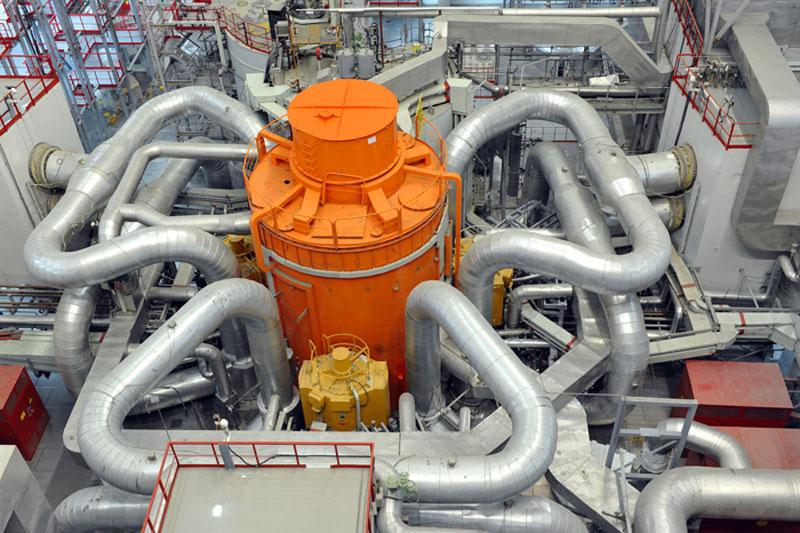
BN-800の炉心。

BN-800はソビエト連邦/ロシアで開発され、スヴェルドロフスク州ザレーチヌイのベロヤルスク原子力発電所に設置されているナトリウム冷却高速増殖炉である。880MWの電力を発生できるように設計されており、ロシアでの高速増殖炉の商用化に向けた最終段階となる実証炉である。2015年12月10日に、出力を235MWに落として発電を開始した。
2016年8月17日には最大出力での運転を開始し、同年11月1日から商業運転に移行した。
BN-800はプール型原子炉で、炉心、冷却材ポンプ、中間熱交換器および関連する配管がすべて液体ナトリウムで満たされた大きなプールに納められている。設計は実験機械製造設計局（OKBM）が担当して1983年に始まり、1987年にはチェルノブイリ原子力発電所事故を受けて全面的に見直され、1993年には新しい安全ガイドラインに沿って細部の見直しが行われた。2度目の見直しの際に、蒸気タービン発電機の効率向上により電気出力が当初計画の10%増となる880MWとなった。
炉心のサイズや機械的な特性はBN-600と非常によく似ているが、燃料の組成はまったく異なっている。BN-600では中濃縮ウラン燃料(濃縮度17～26%)を使用していたのに対し、BN-800ではウラン-プルトニウムのMOX燃料を使用する。これは核兵器の解体により生じた兵器級プルトニウムを焼却処分するためと、ウラン-プルトニウム系で閉じた核燃料サイクルを実現するための情報を得るためである。『閉じた』核燃料サイクルでは、プルトニウムの分離やその他の化学的な処理が不要であるということが重要なポイントである。また、熱中性子炉の使用済み核燃料に中性子を照射することでアクチニドを含む長寿命同位体を焼却することも考えられている。
BN-800には3系統の冷却ループが備わっている。一次系・二次系はいずれもナトリウムが循環しており、蒸気発生器は三次系にある。炉心で発生した熱は3つの独立した冷却ループを通じて輸送される。炉心を冷却したナトリウムは一次系ナトリウムポンプから2基の中間熱交換器に送られる。続いて、中間熱交換器で熱を受け取った二次系ナトリウムは上流に膨張タンクと緊急減圧タンクを備えた二次系ナトリウムポンプにより蒸気発生器に送られる。ここで発生した蒸気が蒸気タービンに送られて発電機を回転させる。

## BN-600からの設計改善
BN-800は、BN-600を拡大設計したものであるが、以下のような設計改善が図られている。

### MOX燃料への対応
濃縮ウラン燃料よりもバックグラウンド放射線が強いウラン-プルトニウム系MOX燃料を安全・確実に取り扱うため、燃料交換の際の手動操作を排除した。

### 安全性の向上
事故時除熱系の追加空気冷却器を二次系に追加設置した（BN-600も運転期間延長のための改修時に追加している）。
受動的事故停止系の追加事故時に水圧で制御棒を挿入する受動的事故時停止系を追加した。
コアキャッチャーの追加炉心溶融事故における被害拡大を防ぐため、原子炉支持室の下に溶融炉心を保持する「コアキャッチャー」を設置した。

### 信頼性の向上
蒸気再熱モジュールの廃止蒸気発生器での蒸気再熱を廃止して再熱モジュールをなくすことで構成を簡素化した。

### 経済性の向上
タービン発電機の削減BN-600で比較的小型のものを3機使用していたのを、大型のもの1機にした。

## 技術目標
BN-800では以下の技術目標を達成することを目指している。
- MOX燃料の取扱/維持管理技術の確立
- 閉じた核燃料サイクルを実現する主要コンポーネントの実証
- 性能や効率、信頼性、安全性を強化するために導入された新しい機器と高度な技術ソリューションの実環境での実証
- 次世代燃料および原子炉構造材料の試験および検証
- 使用済み核燃料で最も危険なマイナーアクチニドなどの長寿命核分裂生成物の核変換技術の実証
- 液体金属冷却材および将来の高速炉のための革新的な技術の開発

2023年にアメリシウム241とネプツニウム237を含むMOX燃料集合体が製造され、2024年に装荷して1年半の試験が実施される予定である。

## 輸出
中華人民共和国は福建省三明市にBN-800を基にした同国初の商用高速炉（出力800MWe）を建設することを計画。2009年にはロシアがBN-800の設計情報を中国に有償提供する契約が結ばれたが、実現しなかった。